# Rowo Jombor
Rowo Jombor är en sjö i Indonesien.   Den ligger i provinsen Jawa Tengah, i den västra delen av landet, 400 km öster om huvudstaden Jakarta. Rowo Jombor ligger 120 meter över havet. Arean är 1,4 kvadratkilometer. Runt Rowo Jombor är det i huvudsak tätbebyggt. Den sträcker sig 1,6 kilometer i nord-sydlig riktning, och 1,9 kilometer i öst-västlig riktning.